# Однажды летним днём
«Однажды летним днём» (норв. Ein sommars dag) — пьеса норвежского поэта, драматурга, писателя, лауреата Нобелевской премии по литературе (2023) Юна Фоссе, написанная в 1999 году.

## Действующие лица
- Женщина (в пожилом возрасте)
- Женщина (в юности)
- Её подруга (в пожилом возрасте)
- Её подруга (в юности)
- Муж подруги
- Асле

## Сюжет
Пожилая Женщина переживает события, которые происходили в её молодости. Она пытается понять, почему от неё ушёл муж. В её дом (выходящий окнами на фьорд) приезжает Женщина (её подруга и ровесница).
Далее появляется молодая пара (Женщина в юности и Асле). Они совершенно недавно поселились в этот дом. Муж хочет покоя, жена пытается найти причину дискомфорта супруга, который каждый день уходит от неё в море на лодке.
Когда Асле в очередной раз идёт в море, приезжает Подруга жены (всё та же женщина, только в юности). Пока женщины разговаривают за окном становится темно, а море разбушевалось. В дом приезжает Муж подруги и всех начинает охватывать тревога. Вместе они направляются к фьорду, ничего не обнаружив, они вызывают береговую охрану, которая находит пустую лодку.
Место действия и время меняется, возвращая в настоящее. Женщины (в пожилом возрасте) продолжают разговор. Подруга спрашивает Женщину: хорошо ли ей одной? На что получает ответ: Да. Подруги прощаются и смеясь, расстаются.

## Постановки
В России пьеса впервые появилась в театре Камала (Казань). Пьеса была переведена с норвежского языка на татарский.
Премьера спектакля состоялась 8 февраля 2013 года (реж. Фарид Бикчантаев).